# Arreforias
Arreforias (en griego Ἀρρηφόρια, compuesto de ἀρρητον, "misterio" y φέρω, "llevo", Arrhephoria) era una fiesta ateniense, instituida en honor de Atenea. También era llamada Hersiforia (Hersiphoria), por Herse, hija de Cecrops en el mes de Esquiroforión (Scirropherion).
Dos doncellas de linaje distinguido de entre siete y once años eran elegidas para vivir durante un año en la Acrópolis de Atenas como arréforas (del griego arrhephoroi, "arrapiezas"), cuidando el olivo sagrado y tejiendo, con la ayuda de otras mujeres, el nuevo peplo para Atenea. Los orgullosos padres conmemoraban el servicio de sus hijas haciendo dedicatorias en la Acrópolis. En la fiesta anual de las Arreforias, las muchachas (según cuenta Pausanias), con un vestido blanco bordado de oro, se colocaban en la cabeza lo que les daba la sacerdotisa de Atenea, y ni ella sabía lo que les daba. En la ciudad había un recinto sagrado, no muy lejos del de Afrodita de los Jardines donde existía un pasaje subterráneo natural. Las vírgenes descendían y dejaban allí lo que habían traído y tomaban algo para llevarlo, también tapado y desconocido. Estas dos vírgenes eran relevadas de inmediato y se llevaba a otras dos hasta la Acrópolis en su lugar.
La interpretación de esta fiesta es problemática debido a la falta de fuentes, pero está claro que las virginales arréforas eran elegidas entre las familias más nobles de la ciudad y se desplegaban en un contexto de impregnación (rocío), potencia sexual (Afrodita y Eros) y nacimiento (Erictonio). La palabra "arrhephoros" probablemente significa etimológicamente "portador de rocío", que a primera vista no ayuda nada. Las arréforas eran las encargadas de tejer el peplo de Atenea. Las alétridas molían el grano de Atenea. Las arkias eran las sacerdotisas que celebraban un rito destinado a perdonar una ofensa a Artemisa. Las canéforas eran las muchachas que llevaban las cestas con todas las ofrendas para el festival.
Las evidencias arqueológicas han revelado que cerca del Erecteión una escalera secreta llevaba, pasada la Acrópolis, a un pequeño santuario de Eros y Afrodita excavado en la roca, cerca del cual estaba el recinto a donde se dirigían. Las asociaciones míticas de las arréforas tenían su punto de partida, en el Erecteión. Cécrope I, el primer rey de Atenas, cuya tumba se encontraba en el complejo, tenía tres hijas, Aglauro, Herse y Pándroso. El "misterio" giraba en torno a la inocencia, la obediencia y la fecundidad. Se las daba una cesta cerrada por Atenea, que las prohibía abrirla. Una noche Aglauro y Herse cayeron en la curiosidad, abrieron la cesta y vieron a Erictonio, el misterioso hijo de Hefesto. También había serpientes en la cesta, y aterrorizadas las dos chicas saltaron de la Acrópolis hacia su muerte. El santuario de Aglauro se encontraba al pie del acantilado, y puede haber sido el recinto donde descendieron las arréforas. Pándrosos que no sucumbió a esta curiosidad fatal, tuvo un santuario junto al olivo sagrado en la propia Acrópolis.
En el siglo V a. C. Aristófanes escribió en Lisístrata las etapas por las que pasaban las mujeres durante esta fiesta:

"Cuando sólo tenía siete años, era arréfora (arrephoros), a los diez, era alétrida (aletris) para la arquegetis (archegetis), luego llevaba la túnica naranja como arkias (arkios, "oso") en Brauronia y, por último, habiéndome convertido en una muchacha hermosa, fui canéfora (kanephoros), con un collar de higos secos".

Estas etapas implicaban ciertas tareas que muestran a través de ellas un antiguo sistema por las que todas las niñas debían pasar cuando llegaran a la pubertad. Las etapas de esta "iniciación" eran las siguientes: Las arréforas eran la primera, en un momento en que los vestidos de niña eran blancos y comenzaban a tejer para la ofrenda a Atenea. Este es un arte que llevarán a cabo durante mucho tiempo las mujeres y por tanto se les debe enseñar a edad temprana. La segunda etapa es enseñar a la mujer cómo hornear el pan. La tercera etapa es considerada un símbolo de muerte y resurrección. Las muchachas deben asistir y participar en la fiesta con las mujeres mayores. Estas etapas serían las tareas que las niñas van a realizar el resto de sus vidas y por lo tanto se llevan a cabo con gran cuidado e importancia. Se piensa, a través de las fuentes, que el Ática sería una de las primeras regiones en la historia en tener uno de estas fiestas.